# Marco Romano (football)
Pour les articles homonymes, voir Marco Romano.
Marco Romano (né le 19 septembre 1910 à Côme et mort le 16 septembre 1952) est un footballeur italien.

## Biographie
Attaquant de Comense de 1928 à 1934, Marco Romano joue 99 matchs pour 70 buts. Jouant en troisième division de 1928 à 1931, il remporte la Prima Divisione Nord en 1931. Jouant trois saisons en Série B, il est meilleur buteur en 1933 avec 29 buts.
De 1934 à 1941, il joue pour Novara, faisant 178 matchs pour 94 buts. Lors de la première saison, il termine meilleur buteur de deuxième division avec 30 buts. Jouant en Série B de 1934 à 1936 et en 1937-1938, il remporte la Série B deux fois (1936 et 1938), puis connaît la Série A en 1936-1937 et de 1938 à 1941, atteignant la finale de la Coupe d'Italie de football 1938-1939, battu par l'Ambrosiana-Inter, inscrivant un but en finale. Il quitte le club à la suite de la descente du club en Série B en 1940-1941.
Il revient à l'AC Como, jouant la saison 1941-1942 en troisième division, que deux matchs pour un but inscrit.